# Yechiva de Slobodka
La Yechiva de Slobodka est fondée en 1881 par le rabbin Nosson Tzvi Finkel, dans la banlieue de Kovno (Kaunas).

## Histoire
En 1881, le rabbin Nosson Tzvi Finkel fonde la yechiva de Slobodka à Slobodka (aujourd'hui Vilijampolé, un quartier de Kovno (aujourd'hui Kaunas en Lituanie). 
En 1897, la yechiva se scinde en deux yechivot: la Knessest Yisroel portant le nom d'Israël de Salant et qui accepte le Moussar et la Knesset Beit Yitzchok portant le nom du rabbin Spector.

### Seconde Guerre mondiale
Un orchestre de musique s'est tenu dans le ghetto de Kovno entre le 1er novembre 1942 et le 15 septembre 1943 et les concerts sont donnés dans la yechiva.